# Muxe da Armênia
Muxe (em armênio: Մուշ; romaniz.: Muš), Musel (em latim: Musel; em armênio: Մուշեղ; romaniz.: Mušel) ou Musiles (em latim: Musiles; em grego: Μουσίλης; romaniz.: Mousíles) foi um bispo armênio do gavar de Artaz entre 93 e 123, em sucessão de Adanarses. É relatado que era "do país da Pérsia". Morreu de causas naturais. Foi sucedido por Saíno.

## Nome
O nome Muxe (Մուշ, Muš) tem origem desconhecida, mas deve estar etimologicamente relacionado ao nome da cidade homônima. Por sua vez, Musel ou Musiles (Μουσίλης, Mousílēs) são as formas latina e grega do armênio Muxel (Մուշեղ, Mušel), que originou-se no hitita Mursil através da forma não atestada Murxel (*Մուրշեղ, *Muršeł).